# Anastoechus olivaceus
Anastoechus olivaceus är en tvåvingeart som beskrevs av Paramonov 1930. Anastoechus olivaceus ingår i släktet Anastoechus och familjen svävflugor.
Artens utbredningsområde är Frankrike. Inga underarter finns listade i Catalogue of Life.